# Сіньсян
Сіньсян (кит. спр. 新乡市, піньїнь: Xīnxiāng Shì) — місто-округ в китайській провінції Хенань. 

## Географія
Сіньсян розташовується у північній частині провінції.

### Клімат
Місто знаходиться у зоні, котра характеризується вологим субтропічним кліматом. Найтепліший місяць — липень із середньою температурою 27.5 °C (81.5 °F). Найхолодніший місяць — січень, із середньою температурою 0.1 °С (32.2 °F).
| Клімат Сіньсяна         | Клімат Сіньсяна | Клімат Сіньсяна | Клімат Сіньсяна | Клімат Сіньсяна | Клімат Сіньсяна | Клімат Сіньсяна | Клімат Сіньсяна | Клімат Сіньсяна | Клімат Сіньсяна | Клімат Сіньсяна | Клімат Сіньсяна | Клімат Сіньсяна | Клімат Сіньсяна |
| Показник                | Січ.            | Лют.            | Бер.            | Квіт.           | Трав.           | Черв.           | Лип.            | Серп.           | Вер.            | Жовт.           | Лист.           | Груд.           | Рік             |
| Середня температура, °C | 0,1             | 2,5             | 8,4             | 15,4            | 21,2            | 26              | 27,5            | 26,3            | 21,3            | 15,6            | 8,4             | 2,1             | 14,6            |
| Норма опадів, мм        | 5.2             | 8.4             | 19.4            | 32.7            | 42.3            | 71.1            | 155.1           | 132.8           | 62.2            | 35.4            | 20.9            | 6.5             | 592             |
| Днів з опадами          | 2,4             | 4               | 5,3             | 7,6             | 6,3             | 7,4             | 12,6            | 10,5            | 9,8             | 7,5             | 5,3             | 2,8             | 81,5            |
| Вологість повітря, %    | 55.6            | 57.7            | 57.3            | 57.9            | 57.6            | 57.2            | 74.9            | 78              | 73.3            | 69.2            | 65.8            | 59.4            | 63.7            |
| ----------------------- | --------------- | --------------- | --------------- | --------------- | --------------- | --------------- | --------------- | --------------- | --------------- | --------------- | --------------- | --------------- | --------------- |
| Джерело: Weatherbase    |                 |                 |                 |                 |                 |                 |                 |                 |                 |                 |                 |                 |                 |

## Адміністративний поділ
Міський округ поділяється на 4 райони, 2 міста та 5 повітів:
| Карта                                                                                                | Карта    | Карта    | Карта            |
| --- | -------- | -------- | ---------------- |
| Хуейсянь Хоцзя Вейхуей Яньцзінь ① Мує ② ③ Сіньсян Юаньян Фенцю Чан'юань ① Фенцюань ② Вейбінь ③ Хунці |          |          |                  |
| Статус                                                                                               | Назва    | Оригінал | Населення (2020) |
| Район                                                                                                | Вейбінь  | 卫滨区   | 239 956          |
| Район                                                                                                | Фенцюань | 凤泉区   | 148 168          |
| Район                                                                                                | Хунці    | 红旗区   | 607 515          |
| Район                                                                                                | Мує      | 牧野区   | 378 775          |
| Місто                                                                                                | Вейхуей  | 卫辉市   | 476 867          |
| Місто                                                                                                | Хуейсянь | 辉县市   | 845 588          |
| Місто                                                                                                | Чан'юань | 长垣市   | 905 436          |
| Повіт                                                                                                | Хоцзя    | 获嘉县   | 398 137          |
| Повіт                                                                                                | Сіньсян  | 新乡县   | 354 688          |
| Повіт                                                                                                | Фенцю    | 封丘县   | 704 532          |
| Повіт                                                                                                | Юаньян   | 原阳县   | 749 199          |
| Повіт                                                                                                | Яньцзінь | 延津县   | 443 068          |